# 堀海登
堀 海登（ほり かいと、1999年5月30日 - ）は、日本の俳優である。埼玉県さいたま市出身。MKroom所属。

## 略歴・人物
- トータルエンターテイメント集団Candy Boyの元メンバー。2021年2月1日を以ってCandy Boyとしての活動を終了[1]。
- 身長176cm、体重56kg。
- 趣味はサウナ、麻雀、料理、サッカー(県大会ベスト4.福岡、静岡、富山招待大会優勝)
- 特技はリフティング、ギターの弾き語り、ロンダート、声真似。
- 資格は、ファッションデザイナー(日本デザインプランナー協会)、服飾インストラクター(日本インストラクター技術協会)、IAPA認定アロマ調香スタイリスト、「FORMi(フォルムアイ)」修了証、柔道検定2級、算盤検定2級

## 出演

### TV
- シャキット！（チバテレ）
- パロパロ（テレビユー福島）
- マチコミ（テレビ埼玉）
- 全力！！WEBER LAND（テレビ埼玉）
- music weather（北陸朝日放送）
- 黒ちゃんねる（テレビ愛知）
- でいりぃ げっと。（MBS毎日放送）
- グッド！モーニング（テレビ朝日）
- デートなう（テレビ大阪）
- Tune（2022年3月10日、フジテレビ）
- プレミアの巣窟(2023年7月9日、フジテレビ)
- ぽかぽか(2023年7月-8月、フジテレビ)
- ネプリーグ(2024年1月15日、フジテレビ)
- フジテレビドラマライブ2025・冬(2025年1月5日、フジテレビ)
- 新ドラマ人気番組対抗クイズ！ドレミファドン新春の祭典3時間SP(2025年1月14日、フジテレビ)
- めざましテレビ(2025年2月8日、フジテレビ)

### テレビドラマ
- BREAK OUT（2016年 - 2021年、テレビ朝日）
- 先に生まれただけの僕（2017年10月 - 12月、日本テレビ）- 白咲浩太郎 役[2]
- あざとくて何が悪いの？『あざと連ドラ』第6弾（2022年10月 - 2023年2月、テレビ朝日）- 中町テツヤ 役
- 日曜劇場『ラストマン-全盲の捜査官-』（2023年4月 - 6月、TBS）新井隊 役
- 『ギフテッド』(2023年8月 - 2023年10月、フジテレビ) - 黒崎 役
- 佐原先生と土岐くん（2023年12月 - 2月、毎日放送） - 猫戸湊 役[3]
- あたりのキッチン！（2023年10月 - 2023年12月、東海テレビ、フジテレビ）- 木内啓介 役
- コスメティック・プレイラバー（2024年8月 、フジテレビ） - 柿崎圭吾 役[4]
- さっちゃん、僕は。(2024年5月 - 2024年9月、TBS) - 土屋役
- 夫の家庭を壊すまで (2024年7月 - 2024年9月、テレビ東京) - 拓哉役
- 最高のオバハン中島ハルコ〜マダム・イン・ちょこっとだけバンコク〜（2025年1月 - 3月、東海テレビ・フジテレビ） - 立花龍 役[5]
- 海老だって鯛が釣りたい (2025年7月-、日本テレビ・中京テレビ) - 磯部役

### WEBドラマ(WEB配信)
- 俳優×芸人＝どうなりますかTV（2017年3月23日、ワロップ放送局）
- 虹とオオカミには騙されない（2021年8月1日 - 10月24日、ABEMA）
- ドラマ「東京都渋谷区神泉にあるバーの話」（2022年4月4日）- 主演 亮太 役
- ANIMALS-アニマルズ（2022年6月23日 - 、ABEMA）- 佐々木 役
- ドラマ「君と見た夢」（2022年8月31日）- 主演/脚本 北村廉 役
- Leminoドラマ『絶対BLになる世界VS絶対BLになりたくない男 2024』春彦役(シンデレラ役) (2024年4月〜)
- BUMPドラマ『私たちの精密学校』西尾リク役
- TikTokショートドラマ「美Real」かい役
- ドラマ「河原でデートしてるカップル」主演 亮太役
- TikTokドラマ「君に夢中」健斗役
- SWIPE DRAMA「ラブリープ」神泉拓哉役
- SWIPE DRAMA「天道寺ショウ」主演 天道寺ショウ役
- DramaTik「社長の籠愛を受けた僕」主演 瀬尾景一役
- 【SBI証券】『キラキラちゃんとコツコツくんとそれから私の関係！』コツコツくん(新里教一)役
- ReelShort「禁断の誘い」主演 石山翔役

### ラジオ
- キラメキミュージックスター『キラスタ』（2018年11月19日 FM NACK5）
- Good Looking On Fes.開催直前メンバー座談会ニコぶくろサテライトスタジオ公開生放送
- Candy Boyのcafe de bonbon（FM AICHI/FM OH!）
- A1 Countdown（2020年1月10日）
- UPBEAT WEEKEND（2020年1月11日)
- ABCラジオ「こちら青山オペレッタ広報部」（2022年3月～）

### ミュージックビデオ
- Candy Boy 「この気持ち花束に込めて」(2018年7月2日)
- Candy Boy 「君といるから」(2020年12月12日)
- 感覚ピエロ「モノクロセンチメンタルビリーバー」(2022年3月10日)
- オーイシマサヨシ「恋はエクスプロージョン (feat.田村ゆかり)」（2022年4月9日、ポニーキャニオン）
- HIPPY「いま君愛してる feat.山猿」(2022年8月31日)
- がらり「青春写真」(2024年6月14日)
- MOSHIMO「やぶさかじゃございません」(2025年5月1日)

### CM
- レオパレス21「大学受験」編
- 東京ディズニーリゾート （動画）
- 住友生命 「試験」編 - 受験生役
- 丸美屋「釜めしの素」
- AbemaTV　キャッシュバックキャンペーンCM
- キリン 午後の紅茶 「夏の午後　2023」篇
- AEON Pay「イオンカード　AEON Payチャージ払いスタート篇」
- AEON Pay「イオンカード　AEON Payチャージ払いって言われたい篇」
- 『ONE PIECE バウンティラッシュ』WEBCM
- 「HIYORI OCEAN RESORT OKINAWA」WEB CM
- 「レメディ・アンド・カンパニー」TV CM
- 「テックエデュケイションカンパニー」WEB CM
- 「Jitera」WEB CM
- 「SBI証券」WEB CM

### 舞台
- Candy Boy CAFE
- あんさんぶるスターズ! オン・ステージ - 深海奏汰 役
  - あんさんぶるスターズ! オン・ステージ ～To the shining future～（2018年1月 - 2月、梅田芸術劇場 シアター・ドラマシティ / シアター1010）[6]
  - あんさんぶるスターズ！エクストラ・ステージ ～Destruction × Road～（2019年8月 - 9月、梅田芸術劇場 メインホール / 品川プリンスホテル ステラボール / 天王洲 銀河劇場）[7]
- Théâtre de Candy Boy「BONBON」（2018年9月、CBGKシブゲキ!!）- ガブリエル 役[8]
- STAGE FES2018（2018年12月31日、大STAGE FES 2022-2023(大宮ソニックシティ）- 芹沢純（ジュン） 役
- 俺たちマジ校デストロイ（2019年3月、シアター1010）- 芹沢純（ジュン） 役[9]
- 暁のヨナ～烽火の祈り編～（2019年11月、EX THEATER ROPPONGI） - ゼノ 役
- Reading Theater「心理試験」（2021年6月、浅草花劇場） - 主演・蕗谷清一郎 役
- デストルドー9 〜アドゥレセンスの聖戦〜（2021年7月、吉祥寺シアター）- 主演・渡井佑希 役
- タイムスリップコメディ「バラガキ」（2021年9月、六行会ホール）- 主演 土方歳三 役
- Paradox Live on Stage - 棗リュウ 役
  - Paradox Live on Stage（2021年9月、品川プリンスホテル ステラボール / 梅田芸術劇場 シアター・ドラマシティ）※大阪公演中止[10]
  - Paradox Live on Stage vol.2（2023年3月、品川ステラボール）
- 朗読劇『M・A・D朗毒』（2021年11月、横浜赤レンガ倉庫1号館 3Fホール）[11]
- マーダーミステリー「償いのベストセラー」（2022年3月7日）
- 舞台「Tales of ARISE Online Theater リベレイターズ -希望を託されし解放者たち-」（2022年3月、MIRAIKEN STUDIO）- ヴォルラーン 役
- デストルドー９インソムニア「さよなら、デスナイン。」（2022年4月、座・高円寺２）- 渡井佑希 役
- 青山オペレッタ THE STAGE - 八田紀代彦 役
  - ～ファルチェ・インヴェルソ／逆さの三日月～（2022年5月、渋谷区文化総合センター大和田 さくらホール）[12][13]
  - 2周年記念スペシャル・レヴューショー！（2022年10月、シアター1010）
  - 〜ストーリア・パラッレーラ・ウノ〜（2023年10月、シアター1010）[14]
  - 〜メッザ・ルーナ／光と影〜（2024年3月、シアター1010）
- 第69回「魔界-BLACK NIGHT」（2022年5月13日、かめありリリオホール）- CROW 役
- 朗読劇「Love on Ride～通勤彼氏」（2022年6月、浅草花劇場）- 久遠結人、識名伊織 役
- STAGE FES 2022-2023（2022年12月31日、TACHIKAWA STAGE GARDEN）- 棗リュウ 役
- 舞台「NO TRAVEL, NO LIFE」(2023年5月)
- 第77回魔界 -EVIL ECSTASY-(2023年9月22日 かめありリリオホール)-CROW役
- 朗読劇「二階堂優の事件簿〜アフロディーテの薔薇〜」（2023年11月、シアター代官山）[15]
- 魔界音楽劇　THE MAKAI 〜煉獄無双〜(2023年12月8日) CROW役
- STAGE FES 2023-2024（2023年12月31日、TACHIKAWA STAGE GARDEN）- 棗リュウ 役
- 劇場版公開記念『マーダー★ミステリー～探偵・斑目瑞男の事件簿～』on stage（2024年2月23日）
- SENTRAL PRODUCE「逆転満塁サヨナラ、またね。」（2024年5月、シアターグリーン BIG TREE THEATER）[16]主演 チュン役
- SENTRAL PRODUCE「理不尽をツモれッ！！。」（2025年9月、シアターアルファ東京）主演 平野祐介役

### 雑誌
- JUNON
- HR
- chokichoki
- fine boys
- BOYS FILE Vol.03
- click clap!!
- bea’s up
- ヤングマガジン

### イベント
- Super! CCHANNEL 2017 東京国際フォーラム（2017年4月1日(土)、2日(日)）
- 「C3 AFA HONG KONG 2018」（2018年2月香港(中国)）
- 「あんステフェスティバル」応援上映会 天王洲銀河劇場（2018年5月）
- あんステフェスティバル（2018年9月、横浜文化体育館/神戸ワールド記念ホール）[17]
- 「あんさんぶるスターズ！オン・ステージ～To the shining future～ 」DVDリリースイベント 大阪 KLEE FES主催「俳優×〇〇＝どうなりますかライブ！？」
- 「超十代 」デジタル超十代
- STAGE FES
  - 2018（2018年12月31日、大宮ソニックシティ）- 芹沢純（ジュン） 役[18]
  - 2022-2023（2022年12月31日、TACHIKAWA STAGE GARDEN）- 棗リュウ 役[19]
- MOTTOカーニバル2019（2019年8月16日、保利世貿博覧館）
- 「KFBまつり　テレビでつながる！」（2019年10月 ビッグパレットふくしま）
- マジステLIVE 2019『NEO★FES』（2019年11月4日、日本青年館ホール）- 芹沢純（ジュン） 役[20]
- 「東京クリスマスマーケット」（2019年12月/芝公園）
- 「キャストサイズトークライブ12.15冬の陣」（2019年12月/浜離宮朝日ホール・小ホール）
- 「Club TeaValley」（2020年1月/松坂屋名古屋店）
- 「第8回 MITO 世界チョコレートフェスティバル」（2020年2月/茨城県庁）
- 「堀海登 Fan Meeting Vol.1」（2021年4月11日）
- 「堀海登 Birthday Event 2021」（2021年5月30日）

### DVD
- NTV「先に生まれただけの僕」
- 「Candy Boy Christmas 2019」
- 「あんさんぶるスターズ！オン・ステージ～To the shining future～ 」
- 「Théâtre de Candy Boy第一回公演『BON BON』」
- 「俺たちマジ校デストロイ」
- 「あんさんぶるスターズ！エクストラ・ステージ ～Destruction × Road～」
- 「暁のヨナ」
- 「あんステフェスティバル」
- STAGE FES 2018
- マジステLIVE 2019「NEO★FES」

### その他
- Sonar Pocket&niko andコラボ「KEM」キービジュアルモデル
- C CHANNEL　イケメン企画動画
- chokichoki
- 電撃ガルスタオンライン
- スマートボーイズ
- 電撃ガルスタ 編集部
- ビーズログ
- カンフェティ
- 「Sonar Pocket 初 野外ワンマン Welcome to ソナポケスパーランド」 ビジュアルモデル
- 台湾メディア「ACG狂熱」
- 「男子新体操オンライン選手権2020」応援サポーター
- マイナビ進学「青春ワンプレート」
- ファッションセンターしまむら「FLASH BLUE」